# Molenweg 39a (Baarn)
Het pand Molenweg 39a is een gemeentelijk monument aan de Molenweg in het Rijksbeschermd gezicht Baarn - Prins Hendrikpark e.o. van Baarn in de provincie Utrecht.
Het dienstgebouw werd in 1920 gebouwd als koetshuis met stal in opdracht van Petrus Emelius Tegelberg. Bij de verbouwing in 1950 werd de stal verbouwd tot woonruimte. In de symmetrische voorgevel met topgevel zijn de dubbele inrijdeuren, het zolderluik en de hijsbalk van het dienstgebouw nog herkenbaar.